# Шейко Алла Олексіївна
Шейко Алла Олексіївна (14 лютого 1962, Полтава) — українська хормейстерка. Художня керівниця Хору хлопчиків та юнаків «Амадеус», художня керівниця Хору хлопчиків та юнаків сектору практики Національної музичної академії України ім. П. І. Чайковського, керівниця сектору практики Національної музичної академії України ім. П. І. Чайковського.

## Біографія
Закінчила диригентсько-хоровий факультет (клас професора О. С. Тимошенко) та асистентуру-стажування (клас проф. О. С. Тимошенко) кафедри хорового диригування Київської консерваторії ім. П. Чайковського.
Викладала у Полтавському музичному училищі ім. М. В. Лисенка, Київському музичному училищі ім. Р. М. Глієра, Національній музичній академії України ім. П. І. Чайковського.
Авторка статей з історії зарубіжної хорової музики.

## Професійна діяльність
З 2001 року керує Хором хлопчиків та юнаків сектору практики НМАУ, з яким стала лауреаткою численних міжнародних конкурсів та фестивалів. Серед них:
- XXXII Міжнародний фестиваль духовної музики «Гайнівка, 2013» (Польща, 2013);
- Міжнародний хоровий фестиваль духовної музики в м. Кошице (Словаччина, 2006, 2010);
- Всепольський хоровий фестиваль духовної музики «Carmen Sacrum Festival» м. Калиш (Польща, 2009);
- XVI Всеукраїнський фестиваль духовних піснеспівів «Від Різдва до Різдва» (Україна, 2009);
- 56-й Європейський конкурс -фестиваль в м. Нєєрпелті (Бельгія, 2008);
- IV Міжнародний конкурс-фестиваль «Москва-місто миру» (Росія, 2006);
- VIII Міжнародний дитячий хоровий конкурс-фестиваль «Артеківські зорі» ім. Г. Струве (Україна, 2005).

З 2008 року Хор увійшов до Європейської асоціації хорів хлопчиків.
Гастрольні турне з Хором хлопчиків та юнаків: Польща (2004), Люксембург (2008), Іспанія (2010), Італія (2013).
Разом із Заслуженим академічним симфонічним оркестром Національної радіокомпанії України здійснила записи на Українському радіо.
Брала участь у щорічних фестивалях Національної Спілки композиторів України «Музичні прем'єри сезону», «Київ Мюзик Фест», а також у здійсненні цілого ряду масштабних мистецьких проектів, серед яких «Симфонічне Євангеліє» А. Караманова, Симфонія № 3 Г. Малера, «Карміна Бурана» К. Орфа.
Створила хорові колективи «Coro Ortodoxo», «Kyiv Singers», з якими гастролювала в Іспанії (2011) та Алжирі (2012, 2013).
Диригувала на таких відомих сценах:
- Московський міжнародний Будинок музики (Москва, Росія);
- Концертний зал Російської академії музики ім. Гнесіних (Москва, Росія);
- Театро Принсипаль, Театро Монументаль (Мадрид, Іспанія);
- Аудиторіо де Сарагоса (Сарагоса, Іспанія);
- Національний театр Алжиру, Палац мистецтв «Муфді Закарія» (Алжир).

У 2012—2013 рр. проводила майстер-класи у Національному інституті музики Алжиру. У 2013 році запрошена як хормейстерка V Міжнародного фестивалю симфонічної музики в Алжирі.

## Нагороди
- Відмінниця освіти України (1999).
- Почесна грамота Міністерства культури і туризму України «За сумлінну працю і високий професіоналізм» (2012);
- Почесна грамота Полтавської обласної державної адміністрації «За вагомий внесок у розвиток національної культури, високу професійну майстерність»(2008);
- Почесна грамота Державного департаменту інтелектуальної власності «За високі творчі досягнення, активну популяризацію інтелектуальних здобутків в області хорового мистецтва» (2005);
- Грамоти Української Православної Церкви «За сприяння збереження та примноження духовних скарбів православ'я» (2005), «За збереження та відродження православного церковного мистецтва хорового співу» (2005).

## Публікації
- «Хорова музика Італії періоду 20-30-х років XX століття».
- «Гоффредо Петрассі. Шлях до професіоналізму».
- «Драматичний мадригал та його відродження у творчості Г. Петрассі».
- «Хорова творчість Г. Петрассі в аспекті його релігійного світогляду».
- «Відлуння Ренесансу».
- «Псалом IX Г. Петрассі у контексті неомадригалізму».
- Анатолій Лащенко, «З історії Київської хорової школи».